# Vera Kashcheyeva
Vera Sergeyevna Kashcheyeva (en ruso: Вера Сергеевна Кащеева; 15 de septiembre de 1922 – 20 de mayo de 1975) fue una médica militar soviética que combatió durante la Segunda Guerra Mundial en el 120.º Regimiento de Fusileros de la Guardia (39.ª División de Fusileros de la Guardia, 28.º Cuerpo de Fusileros de la Guardia, 8.º Ejército de la Guardia, Tercer Frente Ucraniano). En 1944, recibió el título de Héroe de la Unión Soviética por su valor durante las batallas para el cruce del río Dniéper.
Fue la única mujer de la 39.ª División de Fusileros de la Guardia en recibir el título de Héroe de la Unión Soviética y una de las primeras mujeres en recibir el máximo galardón del Comité Internacional de la Cruz Rojaː la Medalla Florence Nightingale, que se otorga a las enfermeras por su dedicación y valentía excepcionales para ayudar a los heridos y enfermos, tanto en tiempos de guerra como de paz (1973).

## Biografía

### Infancia y juventud
Vera Kashcheyeva nació el 15 de septiembre de 1922 en una familia campesina rusa en Petrovka, ubicada en el actual Krai de Altái. Después de graduarse del séptimo grado de la escuela en su ciudad natal, se mudó a la ciudad de Barnaúl, donde inicialmente trabajó en un jardín de infancia antes de convertirse en enfermera en una planta textil en enero de 1940.
En 1944, se convirtió en miembro del Partido Comunista de la Unión Soviética.

### Segunda Guerra Mundial
Después de la invasión alemana de la Unión Soviética, Kashcheeva se matriculó en cursos de enfermería hasta que se graduó en noviembre de 1941. Luego solicitó repetidamente ser enviada al frente de guerra y fue aceptada en el Ejército Rojo en marzo de 1942 para servir como médica en el recién formado 315.ª División de Fusileros, compuesto enteramente por personas de la región de Altái. Después de completar el entrenamiento en agosto, fue enviada al frente de guerra como parte del 362.º Regimiento de Fusileros de dicha división, pero permaneció allí solo brevemente antes de ser transferida a la 115.ª Brigada de Fusileros Independiente antes de finalmente establecerse con el 120.º Regimiento de Fusileros de la Guardia en octubre. Allí recibió su «bautismo de fuego» en la batalla de Stalingrado. Más tarde, durante las operaciones defensivas en la planta de acero de «Octubre Rojo», el regimiento luchó contra veinte ataques diarios y derribó varios aviones enemigos y posiciones de artillería, al precio de bajas significativas. Durante los constantes bombardeos aéreos y las malas condiciones meteorológicas, trató a los soldados heridos, además de ayudar a localizar a los francotiradores alemanes y entregar alimentos.

En la batalla por Stalingrado, Vera Kashcheeva, miembro del Komsomol de Barnaul, quien más tarde se convirtió en Héroe de la Unión Soviética, recibió su bautismo de fuego. Junto a los soldados de su división, que repelieron hasta veinte ataques enemigos al día, luchó en la planta de acero Octubre Rojo, en sus talleres, destruida por aviones y artillería enemigos.

Por el coraje y la valentía mostrados en las batallas de Stalingrado y Járkov, recibió la Orden de la Estrella Roja, Medalla al Valor y la Medalla por el Servicio de Combate. Durante estos combates, resultó herida y, tras recuperarse, regresó nuevamente al frente.
En octubre, en el curso de la batalla del Dniéper, las tropas del Tercer Frente Ucraniano se acercaron al río Dniéper. La división, en la que servía Kashcheyeva, comenzó el cruce del río cerca de Dnipropetrovsk el 25 de octubre, durante la misión su unidad logró proporcionar un punto de apoyo para las tropas que vendrían más tarde. A pesar de sufrir heridas graves y casi desangrarse, continuó su trabajo de reconocimiento, entregando información sobre las posiciones de la artillería enemiga a sus oficiales al mando, lo que ayudó a las tropas a recuperar el control de una cabeza de puente estratégica en la margen derecha del río. Solo cinco soldados del grupo de desembarco inicial sobrevivieron a los combates, incluida ella. Por sus acciones en esa misión, recibió el título de Héroe de la Unión Soviética el 22 de febrero de 1944, en el que fue elogiada no solo por completar su misión a pesar de las enormes dificultades, sino también por inspirar a otros soldados a continuar luchando.

### Posguerra
En 1944 fue desmovilizada del frente por razones de salud y regresó a la ciudad de Barnaúl donde se graduó de la escuela de medicina como partera en 1948 y trabajó como enfermera allí hasta que se casó. Después de casarse, ella y su esposo se mudaron al Lejano Oriente ruso en Jabárovsk, donde vivieron hasta 1973. Hasta 1953 estuvo a cargo de una escuela de párvulos en Bira, en el Óblast autónomo Hebreo. En 1973, la familia se mudó a Apsheronsk, donde trabajó como paramédico y donde recibió la Medalla Florence Nightingale de la Cruz Roja.
El 20 de mayo de 1975, murió en un accidente de coche junto con su nieto pequeño y fue enterrada en el cementerio de Apsheronsk. Después de su muerte varias calles de las ciudades de Barnaúl, Bira y Apsheronsk fueron renombradas en su honor.

## Condecoraciones

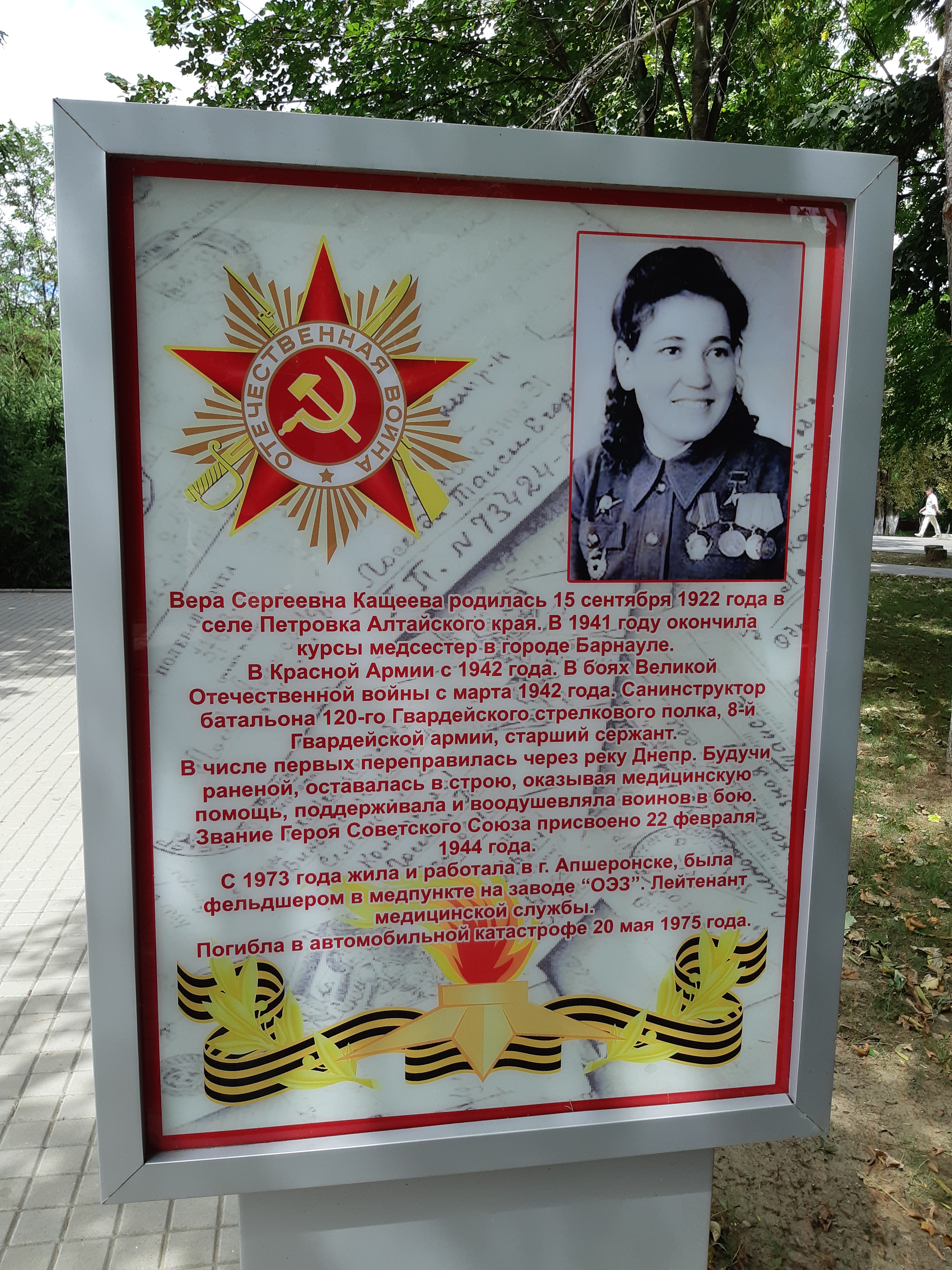

A lo largo de su carrera militar Vera Kashcheyeva recibió las siguientes condecoracionesː
- Héroe de la Unión Soviética (N.º 947; 22 de febrero de 1944)
- Orden de Lenin (22 de febrero de 1944)
- Orden de la Estrella Roja (30 de agosto de 1943)
- Medalla al Valor (12 de agosto de 1943)
- Medalla por el Servicio de Combate (22 de enero de 1944)
- Medalla Florence Nightingale (12 de mayo de 1973)
- Medalla Conmemorativa por el Centenario del Natalicio de Lenin
- Medalla por la Defensa de Stalingrado
- Medalla por la Victoria sobre Alemania en la Gran Guerra Patria 1941-1945
- Medalla Conmemorativa del 20.º Aniversario de la Victoria en la Gran Guerra Patria de 1941-1945

### Listas relacionadas
- Lista de Heroínas de la Unión Soviética